# Fuji Speedway
O Fuji Speedway é um circuito localizado na cidade de Oyama, na província de Shizuoka, no Japão, aos pés do Monte Fuji. Fez a sua re-estreia na Fórmula 1 no ano de 2007, substituindo o circuito de Suzuka como sede do Grande Prêmio do Japão em um contrato de dois anos.

## História

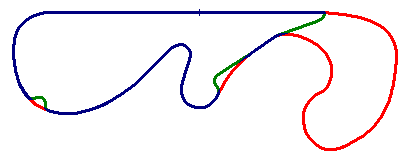
Antigos traçados do circuito (vermelho 1965–1974, azul 1975-1985, verde 1986–2004)

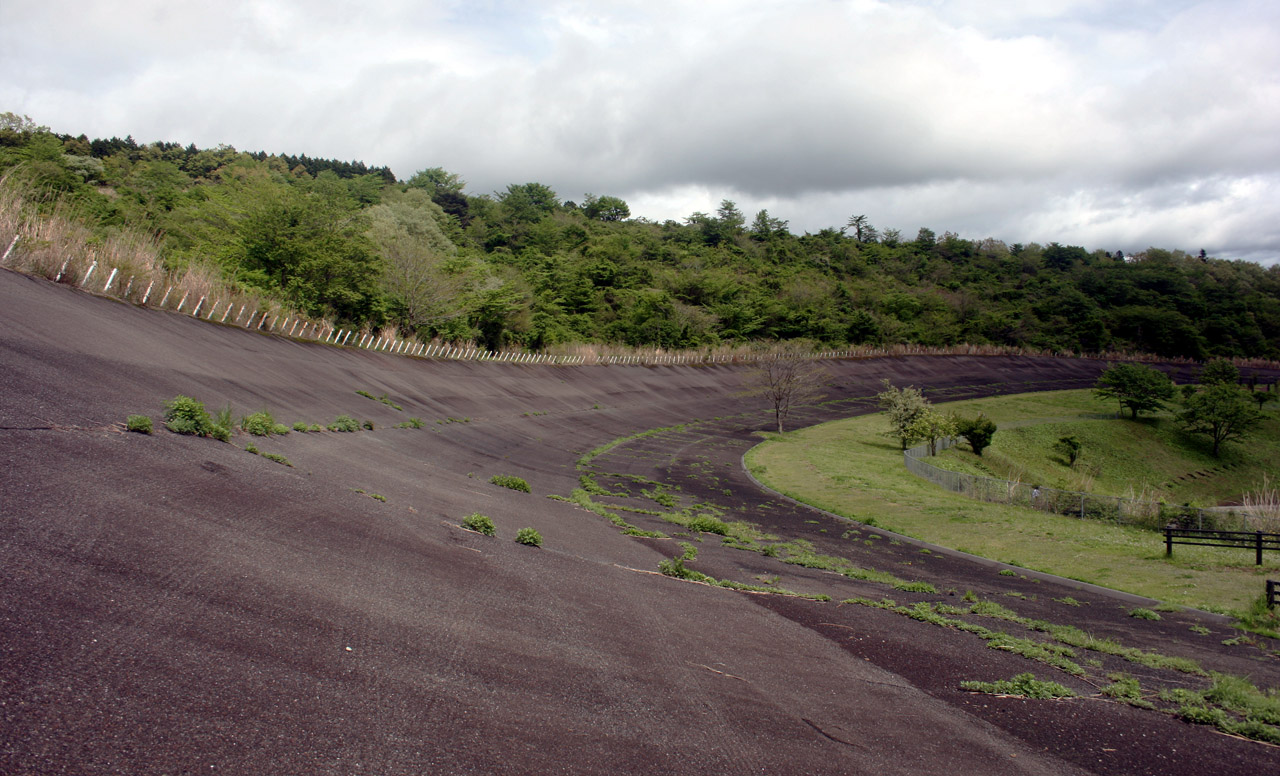
Antiga parte do circuito com curva com 30 graus de inclinação

Inicialmente a pista foi planejada para ser um oval de duas milhas e meia de extensão de alta velocidade (formato de circuito conhecido como Superspeedway), porém, devido a falta de recursos, somente uma das curvas do circuito foi construída. Posteriormente esta curva foi interligada com as ruas da localidade, transformando Fuji em um circuito de rua.
A pista foi inaugurada em dezembro de 1965 e logo pode-se constatar a alta periculosidade da curva de alta velocidade, pois não fornecia proteção satisfatória em caso de acidentes, o que tornava os mesmos, em sua maioria, muito graves. Foram feitos alguns ajustes para tentar solucionar o problema, sendo o principal a adição de uma curva de baixa velocidade ao fim da reta.
Em 1976, no circuito de Fuji, o Japão estreia na Fórmula 1, sendo a última das 16 corridas da temporada. Na primeira edição, houve uma batalha intensa entre James Hunt e Niki Lauda e, devido as péssimas condições do tempo e da pista, Lauda abandona a disputa e deixa livre para Hunt ganhar o campeonato. Mario Andretti venceu a corrida com Hunt chegando em terceiro.
Na sua segunda edição, em 1977, foi uma corrida marcada por um grave acidente. Na volta 6, Ronnie Peterson e Gilles Villeneuve disputavam posições quando Villeneuve fez uma manobra no fim da reta, o carro saiu da pista e atravessou o muro, voando em direção às pessoas que estavam naquele ponto. Ao final, duas pessoas morreram (um policial e um fotógrafo) e mais de dez pessoas se feriram. Dessa vez Hunt ganha a corrida e, como já não havia mais nenhuma disputa ou interesse, Hunt e o 2º colocado, Carlos Reutemann, não subiram ao pódio, porque pegaram o primeiro voo para a Europa, fazendo que apenas Patrick Depailler, o 3º colocado, comemorasse sozinho. Depois disso, Fuji não sediou mais corridas na F1 e o Japão esperou dez anos para novamente ver um Grande Prêmio em seu país, dessa vez em Suzuka.

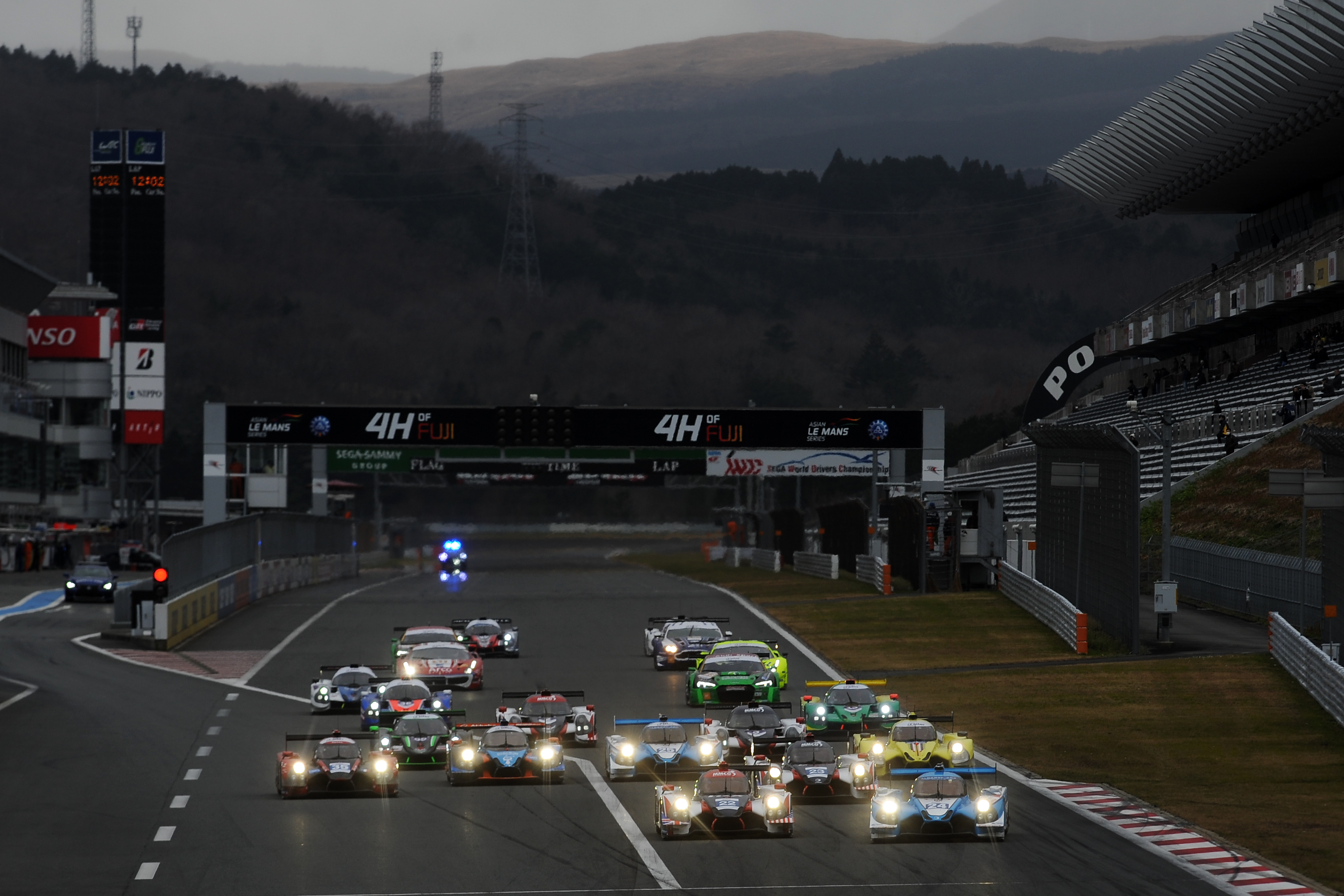
Reta principal do circuito com 1,475 km de extensão

Restou a Fuji sediar corridas de carros e de outras competições nacionais. As velocidades ainda continuavam muito altas e, por isso, em 1986, foram colocadas duas chicanes, uma na curva 100R e a outra na maior curva do circuito, a Last Curve mas, mesmo com essas modificações, o maior atrativo do circuito é ainda a sua longa reta que tem mais de 1.3 km, sendo uma das maiores do automobilismo. A pista ainda continuou a sediar competições nacionais, até que os donos da pista tentaram, sem sucesso, uma prova na CART no final dos anos 90. Depois foi abandonada e no outono de 2000 a Toyota comprou o autódromo para tentar se fazer algo no futuro com o circuito.
Em 2003, o circuito foi fechado para novas modificações profundas, tendo seu traçado modificado e refeito por Hermann Tilke. Recentemente, em abril de 2005, a pista foi aberta novamente e a Toyota conseguiu um acordo com a FIA para trazer novamente a Formula 1 para Fuji, em substituição à Suzuka — a prova realizou-se em 30 de setembro de 2007. Tal fato acirra ainda mais a disputa entra as duas equipes japonesas da Fórmula 1, já que Suzuka pertence à Honda.

## Fórmula 1

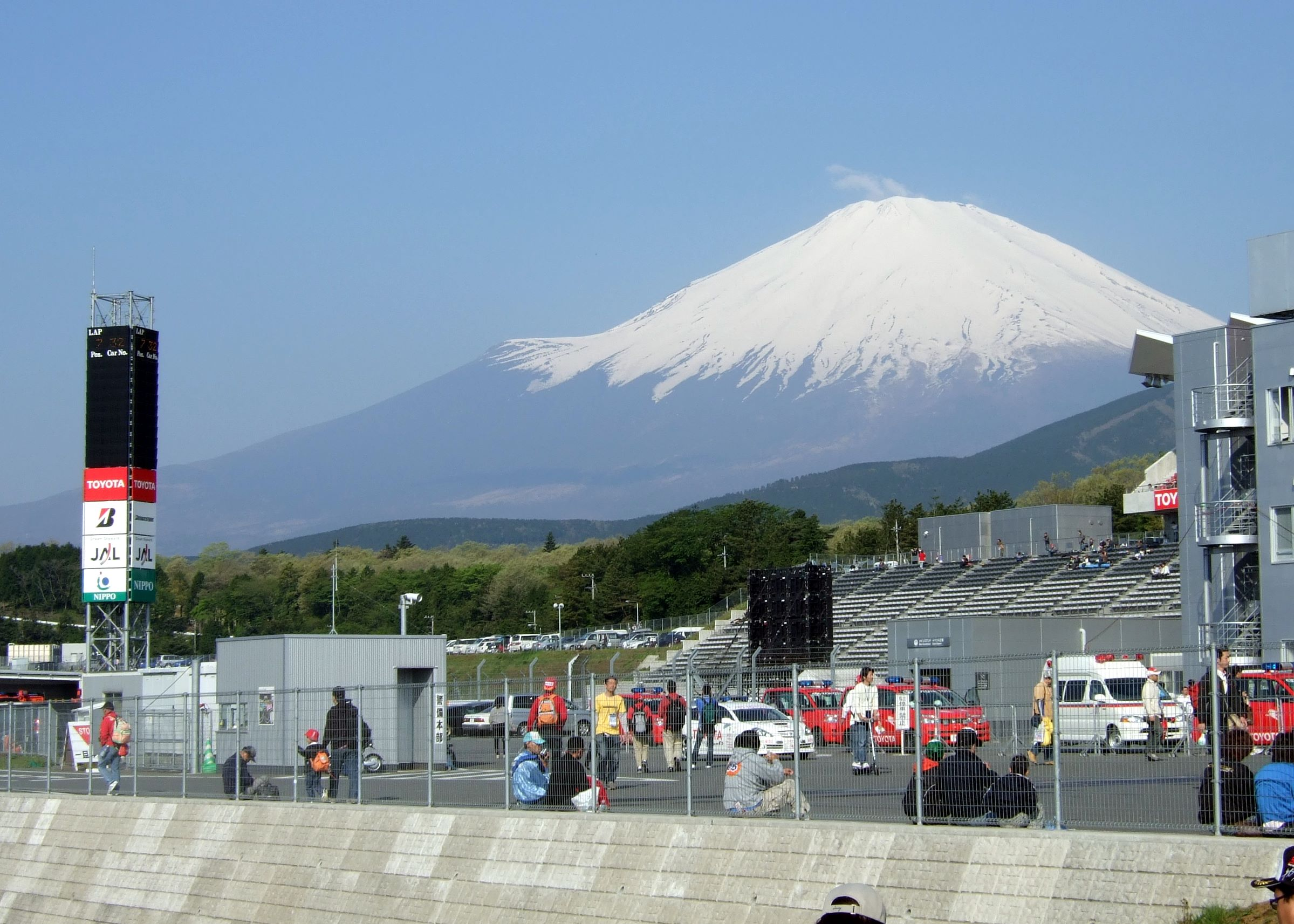
Monte Fuji visto do circuito.

O Autódromo de Monte Fuji foi palco do Grande Prêmio do Japão de Fórmula 1 nos anos de 1976, 1977, 2007 e 2008.
O Fuji Speedway mudou muito ao longo dos anos. Na década de 1980 o circuito tinha uma curva longa perto da última curva. Na década de 1990 esta curva longa foi divida por uma chicane. Já em 2005 a pista foi reformada mais uma vez, e ganhou o atual traçado. Houve uma versão GT do Fuji Speedway, chamada Fuji Speedway GT, mas esta só foi disponível para o jogo Gran Turismo 4.

## Vencedores[1]
O fundo rosa indica que a prova não fez parte do Mundial de Fórmula 1.
| Ano                      | Piloto            | Equipe           | Detalhes |
| ------------------------ | ----------------- | ---------------- | -------- |
| 2008                     | Fernando Alonso   | Renault          | Detalhes |
| 2007                     | Lewis Hamilton    | McLaren-Mercedes | Detalhes |
| Não houve de 1978 a 2006 |                   |                  |          |
| 1977                     | James Hunt        | McLaren-Ford     | Detalhes |
| 1976                     | Mario Andretti    | Lotus-Ford       | Detalhes |
| 1976                     | Masahiro Hasemi   | March            | Detalhes |
| 1975                     | Jacques Laffite   | BMW              | Detalhes |
| Não houve em 1974        |                   |                  |          |
| 1973                     | Motoharu Kurosawa | March            | Detalhes |
| 1972                     | John Surtees      | Surtees          | Detalhes |
| 1971                     | Kuniomi Nagamatsu | Mitsubishi       | Detalhes |
| Não houve em 1970        |                   |                  |          |
| 1969                     | Motoharu Kurosawa | Nissan           | Detalhes |
| 1968                     | Moto Kitano       | Nissan           | Detalhes |
| 1967                     | Tetsu Ikuzawa     | Porsche          | Detalhes |
| 1966                     | Yoshikazu Sunako  | Prince           | Detalhes |